# Zygmunt Zieliński (generał broni)

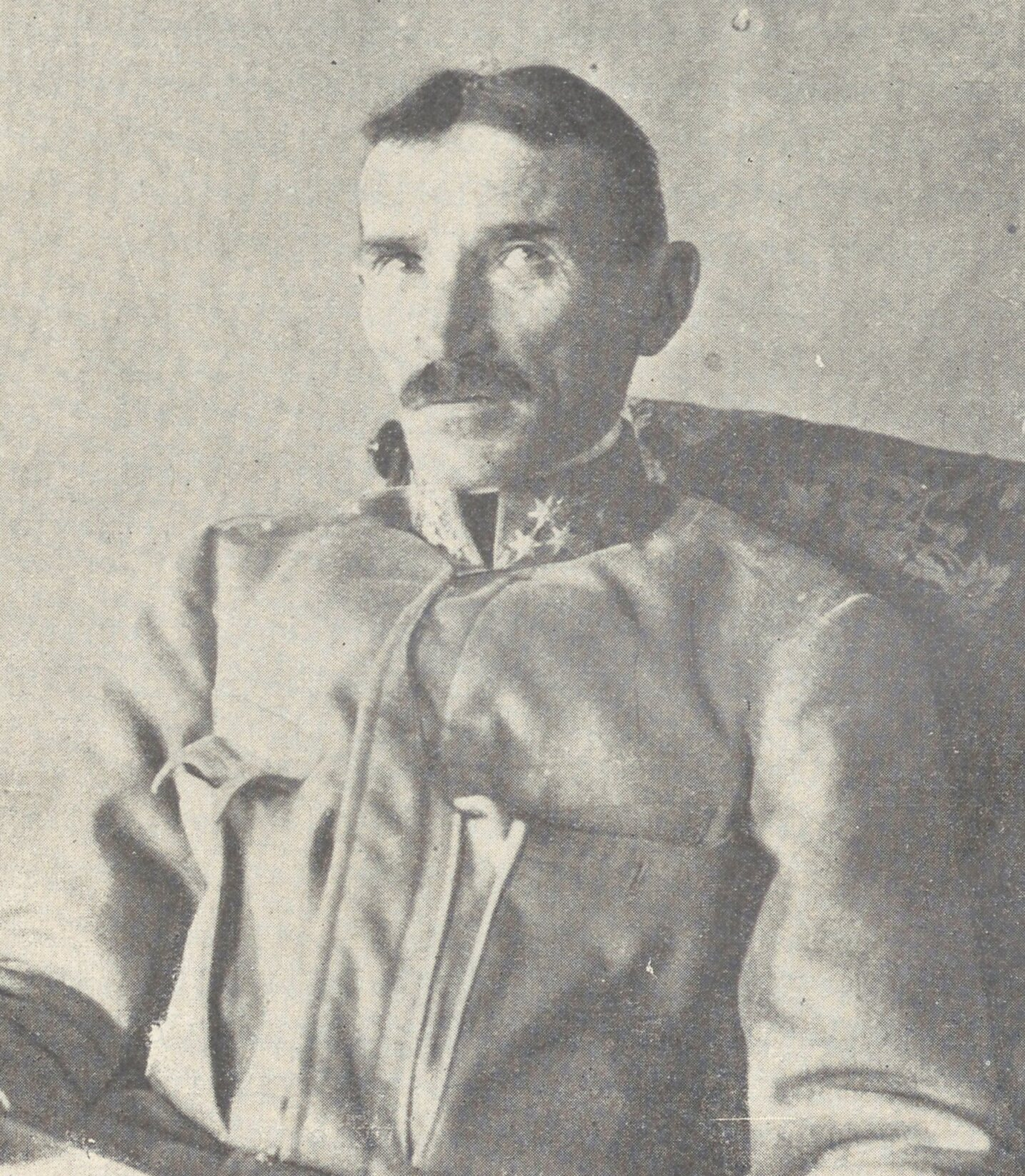
Gen. Zygmunt Zieliński w okresie służby w Legionach Polskich

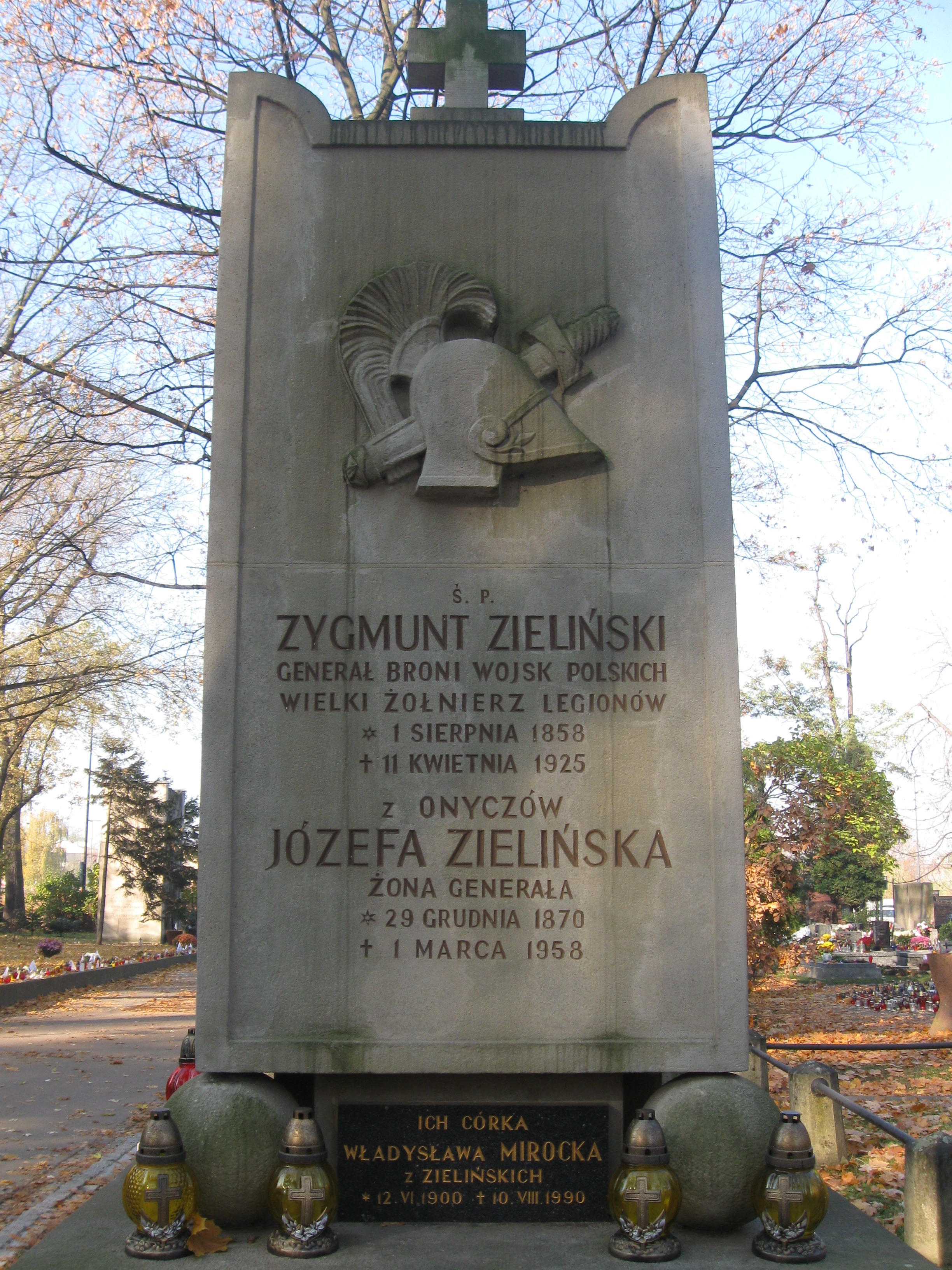
Grobowiec rodzinny gen. Zygmunta Zielińskiego na cmentarzu Rakowickim w Krakowie

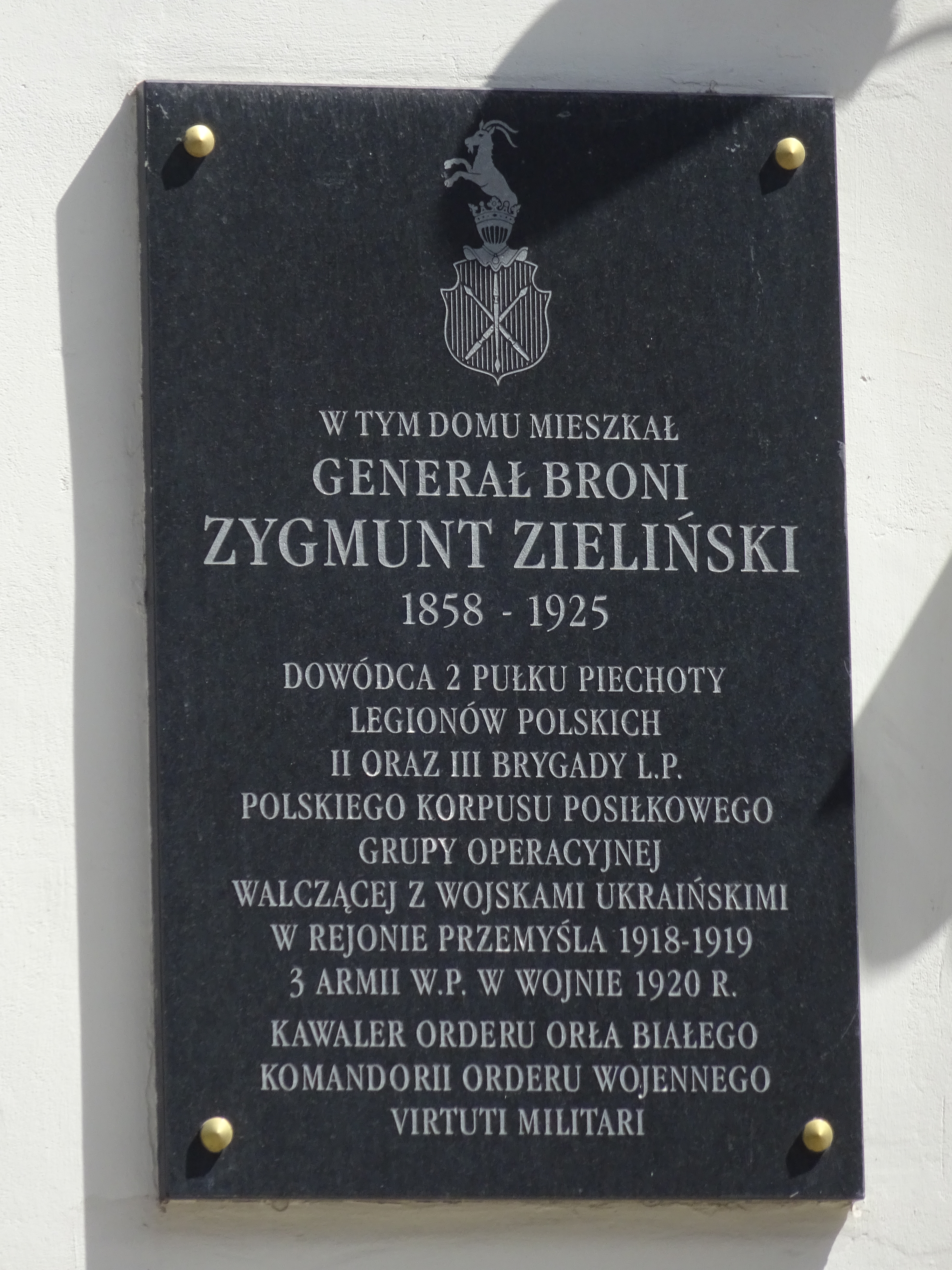
Tablica na kamienicy przy ul. Garncarskiej 4 w Krakowie, upamiętniająca zamieszkiwanie owej kamienicy przez gen. Zygmunta Zielińskiego

Zygmunt Zieliński (ur. 1 sierpnia 1858 w Rzeszotarach, zm. 11 kwietnia 1925 w Krakowie) – generał broni Wojska Polskiego, kawaler Orderu Orła Białego i Orderu Virtuti Militari.

## Życiorys
Urodził się 1 sierpnia 1858 w Rzeszotarach, w rodzinie Pawła Arystoriana, powstańca 1863 i Józefy z Klewskich. Dzieciństwo i wczesną młodość spędził w miejscowości Michalczowa k. Nowego Sącza. Następnie uczęszczał do I Gimnazjum w Nowym Sączu. W październiku 1875 odbył przeszkolenie rekruckie w 20 Galicyjskim Pułku Piechoty w Krakowie, po którym rozpoczął naukę w Szkole Kadetów Piechoty w Wiedniu.
18 sierpnia 1878 zakończył naukę i rozpoczął służbę w cesarskiej i królewskiej Armii. Służył w następujących oddziałach piechoty:
- 20 Galicyjskim Pułku Piechoty w Krakowie i Nowym Sączu,
- 28 Czeskim Pułku Piechoty w Pradze, w latach 1891–1892 na stanowisku dowódcy kompanii,
- 98 Czeskim Pułku Piechoty w Twierdzy Josefov (niem. Josephstadt) na stanowisku komendanta 2. batalionu w Hradcu Králové (niem. Königgrätz).

We wrześniu 1904 został przeniesiony do 13 Galicyjskiego Pułku Piechoty w Krakowie na stanowisko komendanta 2. batalionu. Później został przesunięty na stanowisko komendanta 1. batalionu, a w 1908 razem z batalionem detaszowany do Mostaru. W 1910 wrócił z batalionem do Bielska. 1 listopada 1910 został dowódcą tego pułku. 1 lipca 1911 przeszedł na emeryturę w randze pułkownika.
6 sierpnia 1914 w Krakowie, po wybuchu I wojny światowej zgłosił się na ochotnika do Legionów Polskich i wraz z druhem Władysławem Turskim przystąpił do mobilizacji krakowskiego „Sokoła”. Został organizatorem i pierwszym dowódcą 2 pułku piechoty. 2 stycznia 1916 roku w Kozienicach objął stanowisko komendanta c. i k. Komendy Grupy Polskich Legionów. Od 24 grudnia 1916 roku dowodził III Brygadą Legionów Polskich. Od 24 kwietnia 1917 do 15 lutego 1918 dowodził Polskim Korpusem Posiłkowym. Po zawarciu pokoju brzeskiego został przez władze austriackie internowany w obozach w Chust i Marmarosz Sziget.
8 listopada 1918 przyjęty został do Wojska Polskiego z zatwierdzeniem posiadanego stopnia generała majora. Wziął udział w wojnie polsko-ukraińskiej w obronie Lwowa i Przemyśla. Od 13 kwietnia 1919 dowodził 3 Dywizją Piechoty Legionów. 17 sierpnia 1919 został mianowany dowódcą Okręgu Generalnego „Poznań”. W czasie wojny polsko-bolszewickiej był dowódcą 3 Armii. 21 kwietnia 1920 został zatwierdzony z dniem 1 kwietnia 1920 w stopniu generała porucznika, w grupie oficerów byłych Legionów Polskich.
22 września 1920 został mianowany z dniem 1 października 1920 dowódcą Okręgu Generalnego „Pomorze” w Toruniu, a po reorganizacji struktur dowodzenia dowódcą Okręgu Korpusu Nr VIII w Toruniu. Józef Piłsudski dekretem z 22 września 1922 przeniósł go na własną prośbę z dniem 1 stycznia 1923 w stan spoczynku z prawem noszenia munduru i w uznaniu zasług nadał mu stopień generała broni. Zmarł w 11 kwietnia 1925 w Krakowie. 14 kwietnia tego roku pochowany na cmentarzu Rakowickim w Krakowie, kwatera 67.
Zygmunt Zieliński był żonaty z Józefą (ur. 29 grudnia 1870 w Tarnowie, zm. 1 marca 1958 w Krakowie), córką Władysława Ludwika Józefa Kalasantego Onitsch (ur. 25 sierpnia 1837 w Tarnowie, zm. 25 lipca 1900 w Tarnowie) i Walerii Antoniny Katarzyny Jaxa-Rożen (ur. 5 kwietnia 1839 w m. Brzeziny-Tropie, zm. 30 stycznia 1919 w Krakowie). Waleria była jedną z trzech córek Bolesława Augusta Hilarego Jaxa-Rożna.
Zygmunt i Józefa mieli troje dzieci: Józefa (ur. 24 stycznia 1898, zm. 15 września 1898) i Jana (ur. 1893) oraz córkę Władysławę (1900–1990).

## Awanse
- chorąży (Fähnrich) – 18 sierpnia 1878
- porucznik (Leutnant) – 1 listopada 1878
- nadporucznik (Oberleutnant) – 1 listopada 1883
- kapitan (Hauptmann) – 1 listopada 1890
- major (Major) – 1 listopada 1902
- podpułkownik (Oberstleutnant) – 1 listopada 1907
- pułkownik (Oberst) – 2 grudnia 1910[17]
- generał major (Generalmajor) – 1 listopada 1917
- generał porucznik – 1920
- generał broni – 22 września 1922 z dniem 1 stycznia 1923

## Ordery i odznaczenia
- Order Orła Białego – 11 lipca 1921 „za wybitne zasługi położone dla Rzeczypospolitej Polskiej na polu wojskowej działalności organizatorskiej i bojowej”[18][19]
- Krzyż Komandorski Orderu Wojskowego Virtuti Militari nr 4 – 24 listopada 1922[20][3]
- Krzyż Srebrny Orderu Wojskowego Virtuti Militari nr 60 – 15 marca 1921[21][22][23][3]
- Krzyż Niepodległości – pośmiertnie 12 maja 1931 „za pracę w dziele odzyskania niepodległości”[24][25]
- Krzyż Walecznych – czterokrotnie (po raz pierwszy 1921)[26]
- Krzyż Komandorski Orderu Legii Honorowej – 12 lutego 1922[27]
- Krzyż Rycerski Orderu Leopolda z dekoracją wojenną i mieczami  - 26 czerwca 1917 roku „w uznaniu dzielnego i skutecznego zachowania się przed nieprzyjacielem[28]”[29]
- Krzyż Rycerski Orderu Korony Żelaznej III klasy z dekoracją wojenną i mieczami[30]
- Krzyż Zasługi Wojskowej z dekoracją wojenną i mieczami[30]
- Krzyż Zasługi Wojskowej – 1910[31]
- Brązowy Medal Zasługi Wojskowej na czerwonej wstążce
- Krzyż za 25-letnią służbę wojskową dla oficerów
- Brązowy Medal Jubileuszowy Pamiątkowy dla Sił Zbrojnych i Żandarmerii
- Krzyż Jubileuszowy Wojskowy

## Upamiętnienie
30 kwietnia 1995 na krużgankach Kaplicy Loretańskiej oo. Kapucynów w Krakowie odsłonięto popiersie generała.
18 października 2007 na ścianie frontowej kamienicy przy ul. Garncarskiej 4 w Krakowie, gdzie mieszkał gen. Zygmunt Zieliński, odsłonięto tablicę pamiątkową. W 2014 imię Zygmunta Zielińskiemu nadano znajdującemu się nieopodal skwerowi u zbiegu ulic Józefa Piłsudskiego, Garncarskiej i Wenecja.
10 listopada 2013 w rodzinnych Rzeszotarach odsłonięto tablicę jego pamięci oraz pamięci bohaterów Powstania Styczniowego: Pawła Arystomena Zielińskiego i kuzynów Żelechowskich.